# Titularbistum Horta
Horta (ital.: Orta) ist ein Titularbistum der römisch-katholischen Kirche.
Es geht zurück auf einen untergegangenen Bischofssitz in der gleichnamigen antiken Stadt (heute Bizerta), die in der römischen Provinz Africa proconsularis (heute nördliches Tunesien) lag. Der Bischofssitz war der Kirchenprovinz Karthago zugeordnet.
| Titularbischöfe von Horta |                                                       |                                       |                   |                   |
| Nr.                       | Name                                                  | Amt                                   | von               | bis               |
| 1                         | Maximino Romero de Lema                               | Weihbischof in Madrid (Spanien)       | 15. Juni 1964     | 15. Oktober 1968  |
| 2                         | Paul Casimir Marcinkus Titularerzbischof pro hac vice | Kurienerzbischof (Vatikanstadt)       | 24. Dezember 1968 | 20. Februar 2006  |
| 3                         | Darwin Rudy Andino Ramírez CRS                        | Weihbischof in Tegucigalpa (Honduras) | 1. April 2006     | 7. November 2011  |
| 4                         | Fidelis Lionel Emmanuel Fernando                      | Weihbischof in Colombo (Sri Lanka)    | 28. November 2011 | 22. November 2017 |
| 5                         | Santos Montoya Torres                                 | Weihbischof in Madrid (Spanien)       | 29. Dezember 2017 | 12. Januar 2022   |
| 6                         | Óscar Walter García Barreto                           | Weihbischof in Concepción (Chile)     | 23. Februar 2022  |                   |